# John Peacock
John Peacock (ur. 27 marca 1956) – angielski trener piłkarski i piłkarz. Obecnie jest selekcjonerem reprezentacji Anglii U-17.
W 2010 roku zdobył Mistrzostwo Europy U-17 jako trener reprezentacji Anglii.